# Antonella Ragno-Lonzi
Antonella Ragno-Lonzi, född den 6 juni 1940 i Venedig, Italien, är en italiensk fäktare.
Hon tog OS-guld i damernas florett i samband med de olympiska fäktningstävlingarna 1972 i München.